# Стегервелд
Стегервелд (нід. Stegerveld) — селище в нідерландській провінції Оверейсел. Входить до муніципалітету Оммен.
Його площа становить 8,49 км², а населення станом на 2021 рік складало 360 осіб.
Перша згадка про населений пункт датується 1867 роком.